# Luigi Carassale
Luigi Carassale – włoski strzelec, medalista mistrzostw świata.
Carassale zdobył w swojej karierze jeden medal mistrzostw świata. Na mistrzostwach świata w 1898 roku został drużynowym wicemistrzem globu w strzelaniu z karabinu dowolnego w trzech pozycjach z 300 metrów. Indywidualnie zdobył 855 punktów (317 punktów leżąc, 287 klęcząc, oraz 251 stojąc), co było przedostatnim rezultatem we włoskiej drużynie (słabsze rezultaty miał tylko Arturo Magagnini). Nie wystąpił nigdy na igrzyskach olimpijskich.

## Medale mistrzostw świata
Opracowano na podstawie materiałów źródłowych:
| Mistrzostwa | Konkurencja                                     | Wynik                                   | Miejsce |
| ----------- | ----------------------------------------------- | --------------------------------------- | ------- |
| Turyn 1898  | Karabin dowolny, trzy pozycje, 300 m, drużynowo | 855 punktów (ind.) 4325 punktów (druż.) | 2       |